# Brandon Gwinner
Brandon Gwinner (Schenectady, 1997) è un giocatore di football americano statunitense, che gioca come quarterback per i Blue Stars de Marseille..
Dopo aver giocato per i SUNY Morrisville Mustangs è passato agli australiani Brisbane Rhinos, per poi giocare nel 2020 con 3 diverse squadre (i turchi Yeditepe Eagles, i finlandesi Wasa Royals e i polacchi Lowlanders Białystok). Nel 2021 è tornato ai Royals, mentre dal 2022 al 2024 ha fatto parte del roster dei Porvoon Butchers. Nel 2025 ha firmato con i Blue Stars de Marseille.